# Louis André Bon

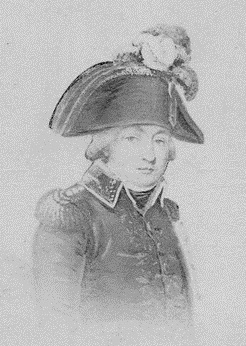
Louis-André Bon

Louis André Bon, auch Louis-André Bon (* 25. Oktober 1758 in Romans, Dauphiné; † 19. Mai 1799 in Akkon, Osmanisches Reich) war ein französischer Revolutionsgeneral.

## Leben
Als Jugendlicher beteiligte er sich am Amerikanischen Unabhängigkeitskrieg. 1792 schloss er sich der Armée des Pyrénées orientales unter General Dugommier an. Er zeichnete sich an der spanischen Grenze bei der Belagerung des Fort de Bellegarde aus, wurde zunächst zum Chef de brigade und dann zum Brigadegeneral befördert. Er kämpfte unter Napoleon in der Italienarmee. Bei der Belagerung von Mantua übernahm er das Kommando vom erkrankten General Augereau und wurde in der Schlacht bei Arcole verwundet. Nach dem Frieden von Campo Formio kommandierte er die 8. Militärdivision, die in Marseille und in Avignon den durch den Weißen Terror der Royalisten entstandenen Unruhen ein Ende setzte.
Zum Divisionsgeneral befördert, zog er im Gefolge von Napoleons Ägyptenfeldzug nach Ägypten. Er zeichnete sich in der Schlacht von Alexandria (2. Juli 1798) aus, war ein Kommandant des linken Flügels in der Schlacht bei den Pyramiden und trug am 16. April 1799 zum unerwarteten französischen Sieg in der Schlacht am Berg Tabor bei. Er beteiligte sich auch an der Belagerung von al-Arisch, von Gaza und von Jaffa. Während des letzten Sturmangriffs anlässlich der Belagerung von Akkon wurde er tödlich verwundet.

## Nachwirkung
14 Jahre später besuchte Napoleon, inzwischen Kaiser geworden, die Militärschule Saint-Germain (École militaire de Saint-Germain) und erkundigte sich bei einem Absolventen nach seinem Namen – es war der Sohn von General Bon. „Wo ist Ihre Mutter“, fragte der Kaiser. Die Antwort lautete: „In Paris, auf einem vierten Stockwerk, dort stirbt sie vor Hunger“. Unverzüglich gewährte Napoleon der Witwe des Generals eine finanzielle Zuwendung, erhob den Sohn zum Baron und unterstützte auch ihn finanziell.

## Auszeichnungen
Louis André Bon ist einer der 558 Offiziere, die auf dem Triumphbogen in Paris namentlich erwähnt sind.